# Хиллс, Маргарет
Маргарет Хиллс (урождённая Робертсон 1 марта 1882, Лондон — 1967) — британская учительница, суфражистка, феминистка и социалист. Она была первой женщиной-советником в окружном совете Страуда, а позже и советником в Совете графства Глостершир.

## Ранние годы
Маргарет Робертсон родилась в доме 41 Фицрой-Роуд, Примроуз-Хилл, Лондон, 1 марта 1882 года. Её отец, Генри Роберт Робертсон, был художником шотландского происхождения, а её мать, Агнес Люси Тернер, была потомком Роберта Чемберлена, который основал фарфоровый завод Chamberlain & Son (который позже стал Royal Worcester). Среди родственников её матери были путешественник Джон Дэвидсон, исследователь Африки, и химик Джордж Фаунс. Они оба были членами королевского общества. У её деда по отцовской линии была частная школа в Слау.
Её братьями и сестрами были ботаник Агнес Арбер, антиковед Дональд Струан Робертсон и художник-портретист Джанет Робертсон. Также Маргарет является двоюродной бабушкой музыканта Томаса Долби.
Хиллс посещала Северную Лондонскую коллегиальную школу (основанную Фрэнсис Басс) и получила стипендию в 1901 году для поступления в колледж Сомервилл, Оксфорд. В 1904 году она получила степень первого класса, в то время, когда женщины не награждались степенями университета. Позже она также стала бакалавром искусств Тринити колледжа Дублина в 1906 году, как и другие женщины Оксбриджа, которым ни один университет не присуждал степени.
Она училась в Кембриджском колледже для женщин с 1904 по 1905 год, и получила сертификат об образовании учителя. После этого присоединилась к персоналу гимназии королевы Елизаветы для девочек в Мэнсфилде, где работала до Рождества 1907 года. Она отправилась в Лондон, чтобы найти работу преподавателя, однако к тому моменту «она наконец решила отказаться от преподавания в пользу работы для дела [женского избирательного права]».

## Организация суфражисток
Впервые Маргарет участвует в движении за женское избирательное право в качестве оратора на собрании в Сент-Августин холле, Хайгейт, Лондон в феврале 1908 года. Вероятно, с этого момента и стартовала её работа в Национальном союзе обществ женщин-суфражисток NUWSS. Поскольку уже в следующем месяце она работала над кампаниями на выборах в Гастингсе и Пекхэме, а также написала статью для журнала Women’S Franchise о политике NUWSS в отношении выборов. В июле 1908 года глава NUWSS на страницах журнала Women’S Franchise указывает Маргарет как организатора NUWSS. Позже в этом году NUWSS с гордостью объявляет, что привлёк трёх постоянных организаторов, включая Маргарет.
Она была назначена организатором общества за женское избирательное право в Северной Англии в мае 1909 года. В 1911 году она стала работать в Манчестере и отвечала за организацию движения за женские избирательные права во всем федеральном округе, и в проводившейся переписи указала себя как организационного секретаря. В декабре 1912 года она была назначена организатором Фонда борьбы за выборы в Национальном Союзе обществ женщин-суфражисток.
Маргарет была организатором и спикером в различных ключевых общественных дебатах о женском избирательном праве, включая дебаты в Альберт-Холле в ноябре 1912 года и в Ко-оператив холле в Бернли в 1910 году.
Хиллс лоббировала как зарождающуюся Лейбористскую партию, так и Федерацию шахтёров, включая Роберта Брауна, проректора Далкита и секретаря шотландской Федерации шахтёров, который был выдвинут в качестве первого кандидата Лейбористской партии, для участия в выборах 1912 года.

## Движение за мир
Хиллс была пацифистом и выступала против Первой мировой войны. В 1915 году Международная женская лига за мир и свободу провела саммит в Гааге. Она была организационным секретарём британского организационного комитета и отвечала за переговоры с правительством о получении паспортов для участников (в то время паспорта выдавались на одну поездку). Также она была членом Исполнительного комитета Движения за демократический контроль.

## Деятельность в муниципалитете
В апреле 1928 года Хиллс была избрана в Совет округа Страуд. Ей приписывают инициативу по улучшению жилищных условий, в первую очередь расчистку трущоб Страуда в Миддл-Хилл, от Бисли Олд-Роуд.
В 1937 году Хиллс была избрана в Совет графства Глостершир, где она оставалась членом совета до 1952 года. После этого работала в комитете по образованию. В благодарность за деятельность жилой комплекс в городе носит её имя.

## Личная жизнь
Хиллс встретила своего будущего мужа, Гарольда Хиллса, в 1913 году, во время отпуска в Пелле, Италия, где они были представлены общим другом Феннером Брокуэем. Через несколько дней после знакомства они проплыли милю по озеру Орла и через два месяца объявили о своей помолвке. 6 августа 1914 года, через два дня после начала Первой мировой войны, они поженились в Хэмпстеде. Феннер Брокуэй заявляет: «Я поздравил Гарольда с женитьбой на Маргарет, но я никогда не прощал ему того, что он забрал её из политики». Вечером после свадьбы, Гарольд, врач-резервист, прибыл на службу в Олдершот с 4-й Полевой санитарной помощью и высадился во Франции 16 августа с экспедиционным корпусом. Он был объявлен пропавшим без вести с восемью другими врачами из полевой скорой помощи, позже сообщалось, что он был взят в плен, но был частью британско-немецкого обмена пленными медиками 1 июля 1915 года.
Гарольд Хиллс до войны некоторое время работал в больнице Лонг-Гроув в Эпсоме, являвшейся психиатрической больницей Совета графства Лондона. Туда же он вернулся после войны. Его работа предполагала предоставление экспертных показаний в военных трибуналах относительно солдат, которым предъявили обвинения в дезертирстве.
В 1922 году они переехали в Страуд, где Гарольд взял на себя практику доктора Генри Харди на 11, Роукрофт и сменил его в качестве сертифицирующего хирурга в соответствии с законом о труде. Семья поселилась в операционной и оставалась там до тех пор, пока они не переехали в Котсмур, Родборо. В 1954 они переехали в дом поменьше, в котором и провели всю оставшуюся жизнь.
Их первый ребёнок, Маргарет Клэр, родился 18 февраля 1917 года в Моссли-Хилл, Ливерпуль.